# Boisredon
Boisredon település Franciaországban, Charente-Maritime megyében. Lakosainak száma 713 fő (2022. január 1.). Boisredon Courpignac, Mirambeau, Soubran, Pleine-Selve, Saint-Palais és Val-de-Livenne községekkel határos.

## Népesség
A település népességének változása:
| Lakosok száma | 685  | 656  | 603  | 621  | 720  | 709  | 702  | 693  | 700  | 713  |
|               | 1968 | 1982 | 1990 | 2006 | 2013 | 2015 | 2017 | 2019 | 2020 | 2022 |